# Чапаево (Хакасия)
Чапаево — деревня в Усть-Абаканском районе Хакасии.

## География
Находится в 35 км от райцентра — пгт Усть-Абакан, вблизи реки Ташеба. Расстояние до ближайшей ж.-д. станции Абакан — 10 км.

## История
Колхоз имени Чапаева (до 1949 года сельхозартель — «Долой Засуху») образован в 1931 году. Входил в состав Сапоговского сельсовета Усть-Абаканского района. В 1951 году был объединён с колхозом «Сила», в 1959 году — с колхозом «Красный Абакан». С 1962 года входил как отделение в состав колхоза им. Калинина, который в 1965 года был разукрупнён на два самостоятельных колхоза — им. Калинина и им. Чапаева.

## Население
| 2002 | 2010  | 2021  |
| ---- | ----- | ----- |
| 1146 | ↗1623 | ↗7071 |

Число хозяйств 281, население 1146 чел. (01.01.2004), в том числе русские, хакасы, мордва, чуваши, немцы, корейцы, китайцы, украинцы и др.

## Экономика
Крупнейшее предприятие — расположенный вблизи Абаканский лесхоз, где работает часть трудоспособного населения. Другая часть занята в личном подсобном хозяйстве.

## Инфраструктура
Имеются средняя общеобразовательная школа, библиотека.СДК